# Эллиотт, Росс
Росс Эллиотт (англ. Ross Elliott), имя при рождении Эллиотт Блум (англ.  Elliott Blum; 18 июня 1917 — 12 августа 1999) — американский актёр театра, кино и телевидения 1930—1980-х годов.
За время своей кинокарьеры Эллиотт сыграл в таких фильмах, как «Без ума от оружия» (1950), «Женщина в бегах» (1950), «Штормовое предупреждение» (1951), «Звонок из Чикаго» (1951), «Чудовище с глубины 20000 морских саженей» (1953), «Ма и Па Кеттл дома» (1954), «Тарантул» (1954), «Доведенный до ручки» (1963), «Дикое семя» (1965), «Герои Келли» (1970) и «Ад в поднебесье» (1974).
В 1938 году Эллиотт принимал участие в знаменитой радиопостановке Орсона Уэллса «Война миров» (1938).
Эллиотт сыграл более 400 ролей на телевидении, где более всего запомнился участием в сериалах «Я люблю Люси» (1955) и «Виргинец» (1962—1971).

## Ранние годы жизни и начало карьеры
Росс Эллиотт родился 18 июня 1917 года в Бронксе, Нью-Йорк, США. Как вспоминал Эллиотт, во время учёбы в школе его послали в летний лагерь, где он начал играть в одноактных пьесах.
После окончания школы Эллиотт поступил в Городской колледж Нью-Йорка, где изучал юриспруденцию, продолжая играть в студенческих театральных постановках. Как вспоминал актёр, «я работал в нескольких эстрадных шоу, а также в летних театрах. В летнем театре каждую неделю ставили новую пьесу, так что актёр получал очень хорошую тренировку — одну неделю ты мог оказаться в главной роли, а на следующую неделю — в маленькой роли». После окончания колледжа в 1937 году Эллиотт решил стать актёром.

## Театральная карьера
В 1937 году Эллиотт поступил в театр Орсона Уэллса Mercury Theatre. Там он был занят в первой сценической постановке театра, знаменитой 90-минтной версии шекспировской трагедии «Юлий Цезарь» (1937), действие которой происходило в тоталитарном фашистском государстве, а актёры играли в современных костюмах. Постановку осуществил Уэллс, который исполнил роль Брута. Хотя у Эллиотта была небольшая роль, он, по его словам, запомнил на всю жизнь мощные сцены толпы и сцену убийства поэта Цинны, которая описывалась критиком Грэнвиллом Верноном как «сцена, которая по силе и зловещему смыслу никогда не была превзойдена в американском театре».
В 1938 году Эллиотт получил небольшую роль в легендарной радиопрограмме Уэллса «Война миров», когда «Уэллс заставил радиослушателей поверить в то, что Землю захватывают иноземные пришельцы». В том же году уже на Бродвее Эллиотт сыграл в спектаклях Уэллса «Праздник башмачника» (1938) и «Смерть Дантона» (1938). После этого Эллиотт отправился на гастроли со спектаклем Уэллса «Пять королей» (составленном из нескольких шекспировских пьес), который так и не был показан на Бродвее. Как вспоминал Эллиотт: «Я помню только хаос — это была крупная постановка на вращающейся сцене, и в Филадельфии не было электричества, чтобы управлять ей, и потому её поворачивали руками, и мы актёры были вынуждены останавливаться во время спектакля в ожидании того, когда сцена достигнет нужной точки».
Покинув Mercury, Эллиотт отправился на послебродвейские гастроли с хитовым спектаклем «Что за жизнь» (1938) с Эзрой Стоуном в роли проблемного студента Генри Олдрича, где Эллиотт играл отрицательного персонажа, который крадёт инструменты школьного ансамбля, и делает так, что Олдрича подозревают в этом преступлении.
Эллиотт и Стоун стали хорошими друзьями, и они встретились вновь, когда во время Второй мировой войны в 1941 году Эллиотт пошёл служить в армию. Как он вспоминал: «Я встретил Эзру, который шёл по улице в лагере „Кэмп Аптон“. Он предложил мне вступить в драматический кружок, который он создал в лагере — членами которого были также Гэри Меррилл и Ральф Нельсон. Мы начали играть, а затем нас ввели как ведущих актёров в чудесное шоу Ирвинга Берлина „Это армия“». С этим шоу Эллиотт объездил мир, и в 1943 году сыграл в киноверсии этого шоу.
Демобилизовавшись в 1946 году, Эллиотт стал играть на Бродвее в спектакле с Уолтером Хьюстоном «Зеница его ока» (1946), а затем отправился с этим спектаклем на гастроли. Когда шоу закрылось в Детройте, Эллиотт поехал в Голливуд.

## Карьера в кинематографе
В 1947 году Эллиотт дебютировал в кино в криминальной мелодраме о Ку-Клукс-Клане «Горящий крест» (1947), после чего сыграл роль второго плана в приключенческой фэнтези-мелодраме «Ангел Амазонки» (1948) с Верой Рэлстон в главной роли. В 1949 году Эллиотт сыграл в пяти фильмах, наиболее заметными среди которых были вестерн «Девушка, которая завоевала Запад» (1949) с Ивонн де Карло и Чарльзом Коберном и фильм нуар с Джоном Пейном «Преступный путь» (1949), где у Эллиотта были эпизодические роли без упоминания в титрах. Более значительную роль второго плана Эллиотт сыграл в криминальной мелодраме «Китайский квартал в полночь» (1949).
В 1950 году у Эллиотта были роли в семи фильмах, в том числе, небольшая роль детектива фильме нуар «Без ума от оружия» (1950) с Пегги Камминс и Джоном Доллом, а также с мелодрама «Три тайны» (1950) с Элинор Паркер и Патрицией Нил, где он был репортёром. По мнению кинообозревателя Тома Вэланса, «самая лучшая роль у Эллиотта была в фильме Нормана Фостера „Женщина в бегах“ (1950)», где в роли мужа Энн Шеридан он становится свидетелем бандитского убийства. После этого он прячется, и жена начинает его разыскивать. Как говорил Эллиотт, «при работе над этим фильмом казалось, что я смог бы стать ведущим актёром. И впоследствии у меня было много главных ролей, но всё это были характерные герои».
Год спустя Эллиотт сыграл в пяти картинах, среди которых фильм нуар на тему расовых проблем «Штормовое предупреждение» (1951) с участием Джинджер Роджерс и Рональда Рейгана, где он сыграл члена Ку-Клукс-Клана, фильм нуар с Дэном Дьюриа «Звонок из Чикаго» (1951), где у Эллиотта была значимая роль телефониста, а также нуарная производственная драма с участием Сьюзен Хэйворд и Джорджа Сандерса «Я могу достать это вам по оптовой цене» (1951). У него также была ключевая роль в одном из лучших вестернов Тима Холта «Горячий свинец» (1951), где он был телеграфистом, который делает вид, что присоединяется к злодеям, чтобы своевременно передать Холту место и время следующего ограбления.
В 1952 году у Эллиота были роли в трёх фильмах, среди которых фильм нуар с Джорджем Рафтом «Кредитная акула» (1952), где у Эллиотта была небольшая роль бандита. В криминальной мелодраме студии Republic Pictures «Женщина в темноте» (1952) актёр сыграл главную роль священника и члена семьи Морено, где один его брат, гангстер, участвует в ограблении, а второй, юрист страховой компании, в итоге разоблачает преступников.
Эллиотт сыграл одну из своих главных ролей в низкобюджетной криминальной мелодраме Эвальда Андре Дюпона «Проблемные девушки» (1953), действие которой происходит в доме для психически больных девушек. В этой картине он сыграл роль инструктора по психологии, который раскрывает преступный план владелицы школы (Хелен Уокер), включающий воровство и убийство. Более заметными фильмами Эллиотта в том году стали фантастический хоррор «Чудовище с глубины 20000 морских саженей» (1953) и вестерн с Оди Мёрфи «Перекати-поле» (1953), в которых у актёра были важные роли второго плана.
Год спустя он сыграл второстепенную роль офицера полиции ы фильме нуар Джэка Уэбба «Сети зла» (1954), а также важные роли второго плана в комедии «Ма и Па Кеттл дома» (1954) и в вестерне «Каньон убийств» (1954). В 1955 году у Эллиотта были важные роли в популярном научно-фантастическом фильме «Тарантул» (1955), где он был бесстрашным репортёром, и в фильме нуар с Айдой Лупино «Женская тюрьма» (1955), а на следующий год он сыграл в военной драме «День «Д», 6 июня» (1956), где он был майором Миллсом, и фантастический хоррор с Лоном Чейни (младшим) «Неуязвимый человек» (1956), где Эллиотт сыграл нечистого на руку адвоката. После этого у Эллиотта были роли в фильме нуар «Цепь улик» (1957), фантастическом хорроре «Монстр в университетском городке» (1958) и военной мелодраме с Фрэнком Синатрой «Никогда не было так мало» (1959).
В 1960-е годы у Эллиотта были небольшие роли в комедиях «Тэмми, скажи мне правду» (1961), «Доведенный до ручки» (1963) с Дорис Дэй и Джеймсом Гарнером, а также «Хитрые дельцы» (1963) с Гарнером и Ли Ремик. Он также сыграл крупную роль отца главной героини в мелодраме «Дикое семя» (1965), а также был священником в вестерне с Гленном Фордом и Артуром Кеннеди «День злого оружия» (1968).
В 1970-е году Эллиотт сыграл в популярной приключенческой комедии с Клинтом Иствудом «Герои Келли» (1970), триллере с Чарльтоном Хестоном «Угонщик самолётов»(1972) и триллере о пожаре в небоскрёбе с Полом Ньюманом и Стивом Маккуином «Ад в поднебесье» (1974), где он сыграл полицейского, а также в биографической драме «Гейбл и Ломбард» (1976). Последний раз он появился на большом экране в небольшой роли в малоизвестном триллере «Скорпион» (1986).

## Карьера на телевидении
На телевидении Эллиотт проработал с 1951 по 1985 год, сыграв за это время в 411 эпизодах 195 различных сериалов.
В 1952 году Эллиотт памятно сыграл в эпизоде ситкома «Я люблю Люси» под названием «Люси снимается в телерекламе», который мгновенно стал классикой среди фанатов. Он был режиссёром рекламного ролика, в котором Люси Рикардо (Люсиль Болл) должна была продвигать жидкий витаминный продукт «Витамиттавегамин». По сюжету Люси должна прорепетировать несколько раз следующий текст: «Вы устали, чувствуете себя истощённым и вялым? Вы измучили себя на вечеринках? Вы не популярны? Ответ на все ваши проблемы заключён в этой бутылочке „Витамиттавегамин“, который содержит витамины, мясо, овощи и минералы…» Попробовав продукт, она добавляет: «Он к тому же такой вкусный, как конфетка». После нескольких повторов Люси становится совершенно пьяной, так как жидкость содержит 23 процента алкоголя, и все дальнейшие попытки улучшить её игру только приводят к смеху. Позднее Эллиотт рассказывал: «Люси была фантастической. Это вдохновлённая клоунада в классическом понимании. На съёмочной площадке она всегда работала больше всех. Всё должно было быть идеально». Вклад самого Эллиотта был оценён позднее, когда в 1955 году он получил в сериале постоянную роль пресс-агента Рикки Рикардо (Дези Альварес).
Помимо шоу с Люси, Эллиотт с особым удовольствием вспоминал свои роли в Шоу Джорджа Бёрнса и Грейси Аллен (1954—1956, 7 эпизодов) и в Шоу Джека Бенни (1961—1964, 11 эпизодов). Дольше всего в своей карьере Эллиотт играл стойкого крепкого шерифа Марка Эбботта в многолетнем вестерн-сериале «Виргинец» (1962—1971, 61 эпизод). В 1963—1965 годах Эллиотт регулярно появлялся в роли адвоката Ли Болдвина в мыльной опере «Главный госпиталь» (1963—1965, 19 эпизодов).
Эллиотт также снимался в таких сериалах, как «Письмо Лоретте» (1954—1961, 7 эпизодов), «Шайенн» (1956—1961, 3 эпизода), «Лесси» (1956—1969, 4 эпизода), «Полицейский штата» (1957—1958, 3 эпизода), «Тихая служба» (1957—1958, 4 эпизода), «Театр Зейна Грея» (1957—1960, 2 эпизода), «Караван повозок» (1957—1960, 2 эпизода), «Перри Мейсон» (1958), «Майк Хаммер» (1959), «Жизнь и житие Уайатта Эрпа» (1958—1959, 4 эпизода), «Маркэм» (1959—1960, 2 эпизода), «Гавайский детектив» (1959—1961, 2 эпизода), «Сыромятная плеть» (1960—1962, 2 эпизода), «Дни в долине смерти» (1959—1963, 3 эпизода) «Мэверик» (1960), «Дилижанс на Запад» (1960), «Предоставьте это Биверу» (1960—1961, 2 эпизода), «Морская охота» (1960—1961, 6 эпизодов), «Ларами» (1960—1961, 3 эпизода), «Бонанза» (1961—1973, 3 эпизода), «Дымок из ствола» (1960—1974, 3 эпизода), «Сумеречная зона» (1963, 2 эпизода), «Час Альфреда Хичкока» (1963), Шоу Дика Ван Дайка (1964—1965, 2 эпизода), «Туннель времени» (1966—1967, 2 эпизода), «ФБР» (1966—1972, 7 эпизодов), «Захватчики» (1967—1968, 3 эпизода), «Я шпион» (1968), «Айронсайд» (1969—1971, 3 эпизода), «Кэннон» (1973), «Барнаби Джонс» (1973—1975, 4 эпизода) и «Альфред Хичкок представляет» (1985).

## Актёрское амплуа и оценка творчества
Росс Эллиотт был «опытным характерным актёром», который играл «роли обычного человека». По словам кинокритика Тома Вэлланса, Эллиотт обладал «солидной, внушающей уверенность внешностью, что делало его идеальным актёром для исполнения ролей банковских менеджеров, офицеров и городских шерифов». За свою карьеру, охватившую радио, театр, кино и телевидение он показал себя в равной степени умелым в драме, комедии и вестернах В течение своей карьеры, охватившей почти полвека, Росс Эллиотт сыграл более 200 ролей.
Первую славу Эллиотту принесло участие в знаменитой радиопрограмме 1938 года «Война миров» по роману Герберта Уэллса, в которой звучит и его голос. После благоприятного начала в качестве члена театра Орсона Уэллса Mercury Theatre, Эллиотт добился признания на Бродвее, затем служил в армии во время Второй мировой войны, после чего вернулся на сцену. В 1948 году он дебютировал в кино, а затем перешёл на телевидение, где Эллиотта будут помнить прежде всего по двум шоу — «Виргинец» (1962—1971) и «Я люблю Люси» (1955).
Вспоминая свою карьеру, Эллиотт сказал: «Когда я был моложе, можно было услышать, как люди говорили о старых добрых деньках, но неожиданно я сам оказался в положении вспоминающего добрые старые дни. И это были хорошие дни, они были увлекательными. Я боюсь, молодым актёрам сегодня пробиться труднее, чем было нам. Это был день, когда, показав себя как хороший актёр второго плана, ты просто не переставал работать».

## Личная жизнь
С 1954 года вплоть до своей смерти в 1999 году Росс Эллиотт был женат на Эстер Сьюзен Меллинг.
Когда в 1970-е годы его карьера пошла на спад, Эллиотт занялся недвижимостью.

## Смерть
Росс Эллиотт умер 12 августа 1999 года в доме престарелых Фонда кино и телевидения в Вудженд-Хиллс, Лос-Анджелес, в возрасте 82 лет от рака.

## Фильмография
| Год         |     | Русское название                         | Оригинальное название                    | Роль                                     |
| ----------- | --- | ---------------------------------------- | ---------------------------------------- | ---------------------------------------- |
| 1943        | ф   | Это армия                                | This Is the Army                         | офицер в скетче с фокусником             |
| 1947        | ф   | Горящий крест                            | The Burning Cross                        | атакующий в бою                          |
| 1948        | ф   | Ангел Амазонки                           | Angel on the Amazon                      | Фрэнк Лейн                               |
| 1948        | ф   | Воскрешение Лазаря                       | Raising of Lazarus                       | Томас                                    |
| 1949        | ф   | Китайский квартал в полночь              | Chinatown at Midnight                    | Эдди Марш                                |
| 1949        | ф   | Улицы Сан Франциско                      | Streets of San Francisco                 | Клевенс                                  |
| 1950        | ф   | Коди из Пони-экспресса                   | Cody of the Pony Express                 | Ирв, подручный                           |
| 1950        | ф   | Проход с динамитом                       | Dynamite Pass                            | Страйкер, подручный                      |
| 1950        | ф   | Морской тиран                            | Tyrant of the Sea                        | мистер Говард Палмер                     |
| 1950        | ф   | Женщина в бегах                          | Woman on the Run                         | Фрэнк Джонсон                            |
| 1950 —1954  | с   | Театр у камина                           | Fireside Theatre                         | разные роли (3 эпизода)                  |
| 1951        | ф   | Звонок из Чикаго                         | Chicago Calling                          | Джим                                     |
| 1951        | ф   | Пустыня пропавших людей                  | Desert of Lost Men                       | доктор Джим Хейнс                        |
| 1951        | ф   | Горячий свинец                           | Hot Lead                                 | Дейв Коллинс                             |
| 1951        | ф   | Я могу достать это вам по оптовой цене   | I Can Get It for You Wholesale           | Рэй                                      |
| 1951        | с   | Отряд по борьбе с рэкетом                | Racket Squad                             | Харви Брюстер(1 эпизод)                  |
| 1951        | с   | Живой Христос                            | The Living Christ Series                 | Элам (мини-сериал)                       |
| 1951 — 1952 | с   | Театр Гильдии Груэна                     | Gruen Guild Playhouse                    | (2 эпизода)                              |
| 1952        | ф   | Женщина в темноте                        | Woman in the Dark                        | отец Тони Морелло                        |
| 1952        | с   | Небесный король                          | Sky King                                 | Фрэнк Карни/Джек Крамер (1 эпизод)       |
| 1952—1953   | с   | Одинокий рейнджер                        | The Lone Ranger                          | разные роли (2 эпизода)                  |
| 1952 — 1954 | с   | Телевизионный театр «Форда»              | The Ford Television Theatre              | разные роли (2 эпизода)                  |
| 1952— 1955  | с   | Я люблю Люси                             | I Love Lucy                              | Росс, рекламный агент (4 эпизода)        |
| 1953        | ф   | Чудовище с глубины 20000 морских саженей | The Beast from 20,000 Fathoms            | Джордж Ритчи                             |
| 1953        | ф   | Проблемные девушки                       | Problem Girls                            | Джон Пейдж                               |
| 1953        | ф   | Перекати-поле                            | Tumbleweed                               | Сет Блэнден                              |
| 1953        | с   | Я женился на Джоан                       | I Married Joan                           | разные роли (2 эпизода)                  |
| 1953        | с   | Твоя любимая история                     | Your Favorite Story                      | (2 эпизода)                              |
| 1953        | с   | Театр «Шеврон»                           | Chevron Theatre                          | (2 эпизода)                              |
| 1953— 1955  | с   | Городской детектив                       | City Detective                           | разные роли (3 эпизода)                  |
| 1954        | ф   | Ма и Па Кеттл дома                       | Ma and Pa Kettle at Home                 | Пит Кросби                               |
| 1954        | ф   | Каньон убийств                           | Massacre Canyon                          | рядовой Джордж У. Дэвис                  |
| 1954        | с   | Порт                                     | Waterfront                               | Рис (1 эпизод)                           |
| 1954        | с   | Общественный защитник                    | Public Defender                          | сержант Кен Брейди(1 эпизод)             |
| 1954        | с   | Мистер и миссис Норт                     | Mr. & Mrs. North                         | Док Рэндолл (1 эпизод)                   |
| 1954—1955   | с   | Театр «Пепси-колы»                       | The Pepsi-Cola Playhouse                 | разные роли (2 эпизода)                  |
| 1954— 1956  | с   | Театр «Дженерал Электрик»                | General Electric Theater                 | разные роли (3 эпизода)                  |
| 1954 — 1956 | с   | Театр звезд «Шлитца»                     | Schlitz Playhouse of Stars               | разные роли (4 эпизода)                  |
| 1954 —1956  | с   | Театр четырёх звёзд                      | Four Star Playhouse                      | разные роли (3 эпизода)                  |
| 1954— 1956  | с   | Шоу Джорджа Бернса и Грейси Аллен        | The George Burns and Gracie Allen Show   | разные роли (7 эпизодов)                 |
| 1954 —1957  | с   | Кавалькада Америки                       | Cavalcade of America                     | разные роли (4 эпизода)                  |
| 1954 —1961  | с   | Письмо к Лоретте                         | Letter to Loretta                        | разные роли (7 эпизодов)                 |
| 1955        | ф   | Каролинское пушечное ядро                | Carolina Cannonball                      | Дон Маск                                 |
| 1955        | ф   | Тарантул                                 | Tarantula                                | Джо Бёрч                                 |
| 1955        | ф   | Самый крутой живущий человек             | The Toughest Man Alive                   | агент безопасности Кэл Йорк              |
| 1955        | ф   | Женская тюрьма                           | Women's Prison                           | Дон Дженсен                              |
| 1955        | ф   | Охота на человека в Африке               | African Manhunt                          | Рене Карвель                             |
| 1955        | тф  | Дэвид Хартман, контрразведчик            | David Hartman: Counterspy                | агент Мэдден                             |
| 1955        | с   | Сцена 7                                  | Stage 7                                  | разные роли (2 эпизода)                  |
| 1955        | с   | Большой город                            | Big Town                                 | Джексон Такер (1 эпизод)                 |
| 1955        | с   | Миллионер                                | The Millionaire                          | шериф Джек Дрисколл (1 эпизод)           |
| 1955        | с   | Солдаты удачи                            | Soldiers of Fortune                      | разные роли (2 эпизода)                  |
| 1955        | с   | «Риджерс дайджест» на ТВ                 | TV Reader's Digest                       | отец Дона(1 эпизод)                      |
| 1955        | с   | Это великолепная жизнь                   | It's a Great Life                        | Джо (1 эпизод)                           |
| 1955        | с   | Звезда и история                         | The Star and the Story                   | Баррингтон Говард (1 эпизод)             |
| 1955— 1956  | с   | Дневной спектакль                        | Matinee Theatre                          | разные роли (3 эпизода)                  |
| 1955 —1957  | с   | Военно-морской журнал                    | Crossroads                               | разные роли (2 эпизода)                  |
| 1956        | ф   | День «Д», 6 июня                         | D-Day the Sixth of June                  | майор Миллс                              |
| 1956        | ф   | Неуязвимый человек                       | Indestructible Man                       | Пол Лоу, адвокат                         |
| 1956        | с   | Паспорт опасности                        | Passport to Danger                       | Питер Валенчич(1 эпизод)                 |
| 1956        | с   | Студия 57                                | Studio 57                                | разные роли (2 эпизода)                  |
| 1956        | с   | Фьюри                                    | Fury                                     | Ричард Лэндон (1 эпизод)                 |
| 1956        | с   | Театр Джейн Уаймен                       | Jane Wyman Presents The Fireside Theatre | доктоо капитан Дэвид Шерман (1 эпизод)   |
| 1956        | с   | Театр научной фантастики                 | Science Fiction Theatre                  | Говард Эванс (1 эпизод)                  |
| 1956        | с   | Театр звёзд «Шеврона»                    | Chevron Hall of Stars                    | муж (1 эпизод)                           |
| 1956        | с   | Телеграфная служба                       | Wire Service                             | Роджер Рат (1 эпизод)                    |
| 1956        | с   | Приключения Джима Боуи                   | The Adventures of Jim Bowie              | разные роли (2 эпизода)                  |
| 1956— 1958  | с   | Сломанная стрела                         | Broken Arrow                             | разные роли (2 эпизода)                  |
| 1956—1961   | с   | Шайенн                                   | Cheyenne                                 | разные роли (3 эпизода)                  |
| 1956—1969   | с   | Лесси                                    | Lassie                                   | разные роли (4 эпизода)                  |
| 1957        | ф   | Цепь улик                                | Chain of Evidence                        | Боб Брэдфилд                             |
| 1957        | с   | Тонкий человек                           | The Thin Man                             | Джордж Кислер (1 эпизод)                 |
| 1957        | с   | Выбор народа                             | The People's Choice                      | фотограф (1 эпизод)                      |
| 1957        | с   | Кульминация                              | Climax!                                  | разные роли (2 эпизода)                  |
| 1957        | с   | Перекрёстки                              | Crossroads                               | адвокат защиты (1 эпизод)                |
| 1957        | с   | Паника                                   | Panic!                                   | мистер Уильямс (1 эпизод)                |
| 1957        | с   | Вест-Пойнт                               | West Point                               | капитан (1 эпизод)                       |
| 1957        | с   | Серый призрак                            | The Gray Ghost                           | капитан Стивен Крейг (1 эпизод)          |
| 1957        | с   | Театр О. Генри                           | The O. Henry Playhouse                   | (1 эпизод)                               |
| 1957        | с   | Код 3                                    | Code 3                                   | лейтенант Бен Дрисколл (1 эпизод)        |
| 1957        | с   | Официальный детектив                     | Official Detective                       | владелец алкогольного магазина(1 эпизод) |
| 1957 —1958  | с   | Слежка                                   | Trackdown                                | разные роли (2 эпизода)                  |
| 1957 —1958  | с   | Полицейский штата                        | State Trooper                            | разные роли (3 эпизода)                  |
| 1957 —1958  | с   | Тихая служба                             | The Silent Service                       | разные роли (4 эпизода)                  |
| 1957— 1959  | с   | Ричард Даймонд, частный детектив         | Richard Diamond, Private Detective       | разные роли (3 эпизода)                  |
| 1957—1960   | с   | Театр Зейна Грея                         | Zane Grey Theater                        | разные роли (2 эпизода)                  |
| 1957 — 1962 | с   | Караван повозок                          | Wagon Train                              | разные роли (2 эпизода)                  |
| 1958        | ф   | Как молоды мы были                       | As Young as We Are                       | Боб                                      |
| 1958        | ф   | Монстр в университетском городке         | Monster on the Campus                    | сержант Эдди Дэниелс                     |
| 1958        | с   | Перри Мейсон                             | Perry Mason                              | Джордж Бьюмонт (1 эпизод)                |
| 1958        | с   | Театр «Goodyear»                         | Goodyear Theatre                         | разные роли (2 эпизода)                  |
| 1958        | с   | Шоу Донны Рид                            | The Donna Reed Show                      | Вуди Грэм (1 эпизод)                     |
| 1958        | с   | Шоу Джорджа Бёрнса                       | The George Burns Show                    | интервьюер (1 эпизод)                    |
| 1958        | с   | Театр «Алкоа»                            | Alcoa Theatre                            | разные роли (2 эпизода)                  |
| 1958        | с   | Первая студия                            | Studio One                               | Фил Койн (1 эпизод)                      |
| 1958        | с   | Техасец                                  | The Texan                                | отец Килгор (1 эпизод)                   |
| 1958        | с   | «Вестингауз» — Театр Дезилу              | Westinghouse Desilu Playhouse            | лейтенант Уайт (1 эпизод)                |
| 1958        | с   | Рейс                                     | Flight                                   | майор Джордж Гилман(1 эпизод)            |
| 1958        | с   | Знакомьтесь с Макгроу                    | Meet McGraw                              | Ллойд Дефорест (1 эпизод)                |
| 1958 —1959  | с   | Жизнь и житие Уайатта Эрпа               | The Life and Legend of Wyatt Earp        | Вирджил Эрп (4 эпизода)                  |
| 1958 —1959  | с   | Команда М                                | M Squad                                  | разные роли (2 эпизода)                  |
| 1958 —1961  | с   | Разыскивается живым или мёртвым          | Wanted: Dead or Alive                    | разные роли (2 эпизода)                  |
| 1959        | с   | Люди в космосе                           | Men Into Space                           | доктор Джордж Бэттон (1 эпизод)          |
| 1959        | с   | Пограничный патруль                      | Border Patrol                            | Барроуз (1 эпизод)                       |
| 1959        | с   | Бикон-стрит, 21                          | 21 Beacon Street                         | Гарри Крамер (1 эпизод)                  |
| 1959        | с   | Майк Хаммер                              | Mike Hammer                              | Орсон Келлер (1 эпизод)                  |
| 1959        | с   | Спасение 8                               | Rescue 8                                 | Билл Миллер (1 эпизод)                   |
| 1959        | с   | Полковник Хамфри Флэк                    | Colonel Humphrey Flack                   | Флетчер (1 эпизод)                       |
| 1959        | с   | Диснейленд                               | Disneyland                               | обвинитель (1 эпизод)                    |
| 1959        | с   | Специальный агент 7                      | Special Agent 7                          | Инслоу (1 эпизод)                        |
| 1959 — 1960 | с   | Шаг за грань                             | One Step Beyond                          | разные роли (2 эпизода)                  |
| 1959 —1961  | с   | Гавайский детектив                       | Hawaiian Eye                             | разные роли (2 эпизода)                  |
| 1959 —1960  | с   | Сажать в тюрьму                          | Lock Up                                  | разные роли (2 эпизода)                  |
| 1959 —1960  | с   | Маркэм                                   | Markham                                  | разные роли (2 эпизода)                  |
| 1959 —1962  | с   | Сыромятная плеть                         | Rawhide                                  | разные роли (2 эпизода)                  |
| 1959—1963   | с   | Дни в долине смерти                      | Death Valley Days                        | разные роли (3 эпизода)                  |
| 1960        | кор | Нет большей любви                        | No Greater Love                          |                                          |
| 1960        | с   | Кольт 45-го калибра                      | Colt .45                                 | майор Паркер (1 эпизод)                  |
| 1960        | с   | Мэверик                                  | Maverick                                 | мэр Косгроув (1 эпизод)                  |
| 1960        | с   | Шоу Энн Сотерн                           | The Ann Sothern Show                     | Грант (1 эпизод)                         |
| 1960        | с   | Мистер Счастливчик                       | Mr. Lucky                                | Хорас Янг (1 эпизод)                     |
| 1960        | с   | Детективное шоу «Шеви»                   | The Chevy Mystery Show                   | доктор Рейнеке (1 эпизод)                |
| 1960        | с   | Угол Кэмпи                               | Campy's Corner                           | Барри (1 эпизод)                         |
| 1960        | с   | Натянутый канат                          | Tightrope                                | Чарли Браун (1 эпизод)                   |
| 1960        | с   | Пони-экспресс                            | Pony Express                             | (1 эпизод)                               |
| 1960        | с   | Бунтарь                                  | The Rebel                                | разные роли (2 эпизода)                  |
| 1960        | с   | Майкл Шейн                               | Michael Shayne                           | Роджер Морган (1 эпизод)                 |
| 1960        | с   | Дилижанс на Запад                        | Stagecoach West                          | Фрэнк Уокер (1 эпизод)                   |
| 1960        | с   | Задание: под водой                       | 0Assignment: Underwater                  | капитан Пит Барри (1 эпизод)             |
| 1960—1961   | с   | Предоставьте это Биверу                  | Leave It to Beaver                       | разные роли (2 эпизода)                  |
| 1960—1961   | с   | Морская охота                            | Sea Hunt                                 | разные роли (6 эпизодов)                 |
| 1960 —1961  | с   | Ларами                                   | Laramie                                  | разные роли (3 эпизода)                  |
| 1960—1974   | с   | Дымок из ствола                          | Gunsmoke                                 | разные роли (4 эпизода)                  |
| 1961        | ф   | Тэмми, скажи мне правду                  | Tammy Tell Me True                       | профессор Бейтман                        |
| 1961        | тф  | Приключения Супербоя                     | The Adventures of Superboy               | мистер Дрейк                             |
| 1961        | с   | Неприкасаемые                            | The Untouchables                         | Дэвид Мэнтли (1 эпизод)                  |
| 1961        | с   | Ангел                                    | Angel                                    | Дейв (1 эпизод)                          |
| 1961        | с   | Случай опасного Робина                   | The Case of the Dangerous Robin          | (1 эпизод)                               |
| 1961        | с   | Шугарфут                                 | Sugarfoot                                | Джефф Хаккетт (1 эпизод)                 |
| 1961        | с   | Питер Ганн                               | Peter Gunn                               | Нэт Кёниг (1 эпизод)                     |
| 1961        | с   | Триллер                                  | Thriller                                 | Чарльз Меривезер (1 эпизод)              |
| 1961        | с   | Асфальтовые джунгли                      | The Asphalt Jungle                       | Джордж (1 эпизод)                        |
| 1961        | с   | Лучшее от «Пост»                         | The Best of the Post                     | Барри (1 эпизод)                         |
| 1961        | с   | Шоу Барбары Стэнвик                      | The Barbara Stenwyck Show                | полковник Хоуторн (1 эпизод)             |
| 1961—1964   | с   | Программа Джека Бенни                    | The Jack Benny Program                   | разные роли (11 эпизодов)                |
| 1961 — 1965 | с   | Шоу Энди Гриффита                        | The Andy Griffith Show                   | разные роли (2 эпизода)                  |
| 1961—1973   | с   | Бонанза                                  | Bonanza                                  | разные роли (3 эпизода)                  |
| 1962        | с   | Святые и грешники                        | Saints and Sinners                       | разные роли (2 эпизода)                  |
| 1962        | с   | Идти своим путём                         | Going My Way                             | Кен Хемлин (1 эпизод)                    |
| 1962        | с   | Шах и мат                                | Checkmate                                | Джерри Тронсон(1 эпизод)                 |
| 1962        | с   | Стрелок                                  | The Rifleman                             | Бен Джонсон (1 эпизод)                   |
| 1962        | с   | Национальный бархат                      | National Velvet                          | Марк Филдинг (1 эпизод)                  |
| 1962        | с   | Сёрфсайд 6                               | Surfside 6                               | Фрэнк Элиот(1 эпизод)                    |
| 1962        | с   | Сотня Кейна                              | Cain's Hundred                           | лейтенант Спенсер (1 эпизод)             |
| 1962        | с   | Шоу Дика Пауэлла                         | The Dick Powell Show                     | Пит Бордон (1 эпизод)                    |
| 1962        | с   | Цель: Коррупционеры                      | Target: The Corruptors                   | (1 эпизод)                               |
| 1962 — 1963 | с   | Сэм Бенедикт                             | Sam Benedict                             | Марти Роудс (4 эпизода)                  |
| 1962 — 1971 | с   | Виргинец                                 | The Virginian                            | шериф Марк Эбботт (61 эпизод)            |
| 1963        | ф   | Крадущаяся рука                          | The Crawling Hand                        | помощник шерифа Эрл Харрисон             |
| 1963        | тф  | ФБР, код 98                              | FBI Code 98                              | специальный агент Вернон Локхарт         |
| 1963        | ф   | Быстромобиль                             | The Lively Set                           | Эрни Оуэнс                               |
| 1963        | с   | Сумеречная зона                          | The Twilight Zone                        | разные роли (2 эпизода)                  |
| 1963        | с   | Дакоты                                   | The Dakotas                              | Роджер Карлсон (1 эпизод)                |
| 1963        | с   | Доктор Килдэр                            | Dr. Kildare                              | помощник окружного прокурора (1 эпизод)  |
| 1963        | с   | Час Альфреда Хичкока                     | The Alfred Hitchcock Hour                | лейтенант Гир (1 эпизод)                 |
| 1963        | с   | Арест и судебное разбирательство         | Arrest and Trial                         | Кирни (1 эпизод)                         |
| 1963—1964   | с   | Мистер Новак                             | Mr. Novak                                | разные роли(2 эпизода)                   |
| 1963 — 1965 | с   | Главный госпиталь                        | General Hospital                         | Ли Болдвин (19 эпизодов)                 |
| 1964        | с   | Харрис против мира                       | Harris Against the World                 | Барни Корел (1 эпизод)                   |
| 1964        | с   | Станция Юбочкино                         | Petticoat Junction                       | мистер Тэлбот (1 эпизод)                 |
| 1964        | с   | Гомер Куча, морпех                       | Gomer Pyle: USMC                         | генерал Уэллс (1 эпизод)                 |
| 1964        | с   | Хэзел                                    | Hazel                                    | Говард Норт (1 эпизод)                   |
| 1964 — 1965 | с   | Шоу Дика Ван Дайка                       | The Dick Van Dyke Show                   | разные роли (2 эпизода)                  |
| 1965        | ф   | Дикое семя                               | Wild Seed                                | мистер Коллиндж                          |
| 1965        | с   | Шоу Люси                                 | The Lucy Show                            | режиссёр (1 эпизод)                      |
| 1965        | с   | Беглец                                   | The Fugitive                             | помощник шерифа (1 эпизод)               |
| 1965        | с   | Мистер Эд                                | Mister Ed                                | Декстер Кроули (1 эпизод)                |
| 1965        | с   | Шоу братьев Смотрес                      | The Smothers Brothers Show               | полицейский (1 эпизод)                   |
| 1965        | с   | Долгое жаркое лето                       | The Long, Hot Summer                     | Стайлс (1 эпизод)                        |
| 1966        | с   | Человек по имени Шенандоа                | Man Called Shenandoah                    | шериф (1 эпизод)                         |
| 1966        | с   | Путешествие на дно океана                | Voyage to the Bottom of the Sea          | помощник председателя (1 эпизод)         |
| 1966        | с   | Тэмми                                    | Tammy                                    | шериф (1 эпизод)                         |
| 1966        | с   | Вертикальный взлёт                       | 12 O'Clock High                          | майор военной полиции Бартоли (1 эпизод) |
| 1966        | с   | В бою                                    | Combat!                                  | подполковник (1 эпизод)                  |
| 1966 —1967  | с   | Временное пространство                   | The Time Tunnel                          | разные роли (2 эпизода)                  |
| 1967        | с   | Пистолеты и юбочки                       | Pistols 'n' Petticoats                   | Линк Лоусон (1 эпизод)                   |
| 1967        | с   | Пожалуйста, не ешьте ромашки             | Please Don't Eat the Daisies             | доктор Браун (1 эпизод)                  |
| 1967— 1968  | с   | Захватчики                               | The Invaders                             | разные роли (3 эпизода)                  |
| 1967— 1968  | с   | Отряд по борьбе с преступностью          | The Felony Squad                         | разные роли (6 эпизодов)                 |
| 1968        | ф   | День злого оружия                        | Day of the Evil Gun                      | отец Йирби                               |
| 1968        | с   | Я — шпион                                | I Spy                                    | Нейт (1 эпизод)                          |
| 1968        | с   | Суть дела                                | The Name of the Game                     | пресс-офицер (1 эпизод)                  |
| 1968        | с   | Изгой                                    | The Outsider                             | Старнс (1 эпизод)                        |
| 1969—1971   | с   | Айронсайд                                | Ironside                                 | разные роли (3 эпизода)                  |
| 1969 — 1973 | с   | Отряд «Стиляги»                          | The Mod Squad                            | разные роли (6 эпизодов)                 |
| 1970        | тф  | Побег из тюрьмы                          | Breakout                                 |                                          |
| 1970        | тф  | Ферма Кроухэвен                          | Crowhaven Farm                           | Фритц Аллен                              |
| 1970        | ф   | Герои Келли                              | Kelly's Heroes                           | Букер                                    |
| 1970        | тф  | Бумажный человек                         | Paper Man                                | шериф                                    |
| 1970        | с   | Адам-12                                  | Adam-12                                  | мистер Ричмонд (1 эпизод)                |
| 1970        | с   | Шоу Дорис Дэй                            | The Doris Day Show                       | мистер Кларк (1 эпизод)                  |
| 1971        | тф  | Смотри на бегущего человека              | See the Man Run                          | Ральф Ларсон                             |
| 1971        | тф  | Шпионы                                   | The Trackers                             | капитан                                  |
| 1971        | с   | Сержант                                  | Sarge                                    | комиссар Роберт О’Нил (1 эпизод)         |
| 1971        | с   | Лонгстрит                                | Longstreet                               | лейтенант в полиции (1 эпизод)           |
| 1971— 1972  | с   | Оуэн Маршалл, адвокат                    | Owen Marshall, Counselor at Law          | разные роли (2 эпизода)                  |
| 1972        | тф  | Самая длинная ночь                       | The Longest Night                        | доктор Стивен Клэй                       |
| 1972        | ф   | Угонщик самолётов                        | Skyjacked                                | Гарольд Шоу                              |
| 1972        | тф  | Жертва                                   | The Victim                               | 1-й патрульный                           |
| 1972        | тф  | Линда                                    | Linda                                    | офицер Рэмзи                             |
| 1972        | с   | Кэннон                                   | Cannon                                   | шеф полиции Джейкоби (1 эпизод)          |
| 1972        | с   | Новое шоу Дика Ван Дайка                 | The New Dick Van Dyke Show               | доктор Сондерс (1 эпизод)                |
| 1972        | с   | О’Хара, Казначейство США                 | O'Hara, U.S. Treasury                    | доктор Снайдер (1 эпизод)                |
| 1972        | с   | Миссия невыполнима                       | Mission: Impossible                      | Пол Морс (1 эпизод)                      |
| 1973        | тф  | Побег                                    | Runaway!                                 | доктор Филлипс                           |
| 1973        | с   | Новый Перри Мейсон                       | The New Perry Mason                      | Аарон Хейден (1 эпизод)                  |
| 1973        | с   | Доктор Маркус Уэлби                      | Marcus Welby, M.D.                       | управляющий банком (1 эпизод)            |
| 1973        | с   | Грифф                                    | Griff                                    | (1 эпизод)                               |
| 1973        | с   | Кунг-фу                                  | Kung Fu                                  | капитан Бёрнс (1 эпизод)                 |
| 1973— 1975  | с   | Критическое положение!                   | Emergency!                               | разные роли (4 эпизода)                  |
| 1973— 1975  | с   | Барнаби Джонс                            | Barnaby Jones                            | разные роли (4 эпизода)                  |
| 1974        | ф   | Акт насилия                              | Act of Vengeance                         | сержант Лонг                             |
| 1974        | ф   | Ад в поднебесье                          | The Towering Inferno                     | помощник начальника №2                   |
| 1974        | с   | Вот — Люси                               | Here's Lucy                              | Чак Стюарт (1 эпизод)                    |
| 1974        | с   | Вертолёт номер один                      | Chopper One                              | доктор Дойл (1 эпизод)                   |
| 1974 — 1977 | с   | Человек на шесть миллионов долларов      | The Six Million Dollar Man               | разные роли (2 эпизода)                  |
| 1975        | с   | Спецназ                                  | S.W.A.T.                                 | Роджер Форбс (1 эпизод)                  |
| 1975        | с   | Коломбо: Забытая леди                    | Columbo: Forgotten Lady                  | доктор Лансберг (1 эпизод)               |
| 1975        | с   | Шазам!                                   | Shazam!                                  | шериф Мартин (1 эпизод)                  |
| 1975        | с   | Эллери Куин                              | Ellery Queen                             | разные роли (2 эпизода)                  |
| 1975        | с   | Первый мобильный                         | Mobile One                               | Эд Филдинг (1 эпизод)                    |
| 1975—1976   | с   | Рыцарь в синем                           | The Blue Knight                          | сержант Райс (2 эпизода)                 |
| 1976        | ф   | Гейбл и Ломбард                          | Gable and Lombard                        | режиссёр Ломбард                         |
| 1976        | с   | Филлис                                   | Phyllis                                  | репортёр (1 эпизод)                      |
| 1976        | с   | Замена                                   | Switch                                   | шеф Малрэй (1 эпизод)                    |
| 1976        | с   | Бионическая женщина                      | The Bionic Woman                         | генерал Партридж (1 эпизод)              |
| 1977        | с   | Вырваться на свободу                     | Busting Loose                            | Людвиг (1 эпизод)                        |
| 1977        | с   | Чудо-женщина                             | Wonder Woman                             | доктор Лазар (1 эпизод)                  |
| 1978        | тф  | Частные жизни врачей                     | Doctors' Private Lives                   | Лу Уайз                                  |
| 1978        | ф   | Мистер Слишком мало                      | Mr. Too Little                           | капитан полиции                          |
| 1980        | тф  | Боги                                     | Bogie                                    | Говард Хоукс                             |
| 1980        | с   | Уолтоны                                  | The Waltons                              | полковник Асселбери (1 эпизод)           |
| 1980        | с   | Дюки из Хаззарда                         | The Dukes of Hazzard                     | шериф Финчбурга (1 эпизод)               |
| 1980        | с   | Лу Грант                                 | Lou Grant                                | Расс Менифи (1 эпизод)                   |
| 1981        | с   | Даллас                                   | Dallas                                   | Билл Кинни(1 эпизод)                     |
| 1982        | с   | Кэсси и компания                         | Cassie & Co.                             | доктор в операционной (1 эпизод)         |
| 1982        | с   | Маленький домик в прериях                | Little House on the Prairie              | адвокат Уэбб (1 эпизод)                  |
| 1983        | с   | Команда «А»                              | The A-Team                               | доктор в операционной (1 эпизод)         |
| 1986        | ф   | Скорпион                                 | Scorpion                                 | Сэм Дуглас                               |